# Filip (governador de Sició)
Filip (en llatí Philippus, en grec antic Φίλιππος), fou un militar macedoni al servei de Ptolemeu I Sòter.
Va rebre el govern de la ciutadella de Sició del rei egipci, però la va entregar per capitulació a Demetri Poliorcetes el 303 aC segons diu Diodor de Sicília.